# Ignacio Errázuriz Salas
José Ignacio Errázuriz Salas (Santiago, en 1825. Santiago, en 1892) fue un abogado y político chileno.

## Primeros años de vida
Era hijo de Isidoro Errázuriz Aldunate y de Antonia Salas Palazuelos. El noveno de once hermanos, recibió educación en el Instituto Nacional, donde se graduó de abogado en 1847.
Contrajo matrimonio con Josefa Salas Errázuriz.

## Vida pública
Ejerció la profesión durante sus primeros años, antes de ingresar a la política en el Partido Nacional o Montt-Varista. Seguidor de los ideales del presidente Manuel Montt, fue elegido Diputado por Caupolicán en 1852, reelegido en 1855 y por San Fernando en 1858. En estos períodos legislativos participó de la Comisión permanente de Gobierno y Relaciones Exteriores, además de la de Negocios Eclesiásticos.
Fue diputado propietario por San Fernando, periodo 1852-1855; integró la Comisión Permanente de Elecciones y Calificadora de Peticiones.
Diputado propietario por Curicó, periodo 1855-1858; integró la Comisión Permanente de Gobierno y Relaciones Exteriores.
Diputado propietario por Curicó, periodo 1858-1861; integró la Comisión Permanente de Elecciones y Calificadora de Peticiones.
En la administración de José Joaquín Pérez Mascayano fue encargado de Negocios a Buenos Aires, Argentina (1861-1863), al regresar pasó a ser funcionario del Ministerio de Hacienda de Chile. Con posterioridad, retirado de la vida pública, se alejó a vivir de la hacienda familiar.